# Адрі Костер
Адріанус Корнеліс Костер (нід. Adrianus Cornelis Koster, нар. 18 листопада 1954, Цірікзе, Нідерланди) — нідерландський футболіст, що грав на позиції нападника. Виступав за національну збірну Нідерландів. По завершенні ігрової кар'єри — тренер. З 2015 року входить до тренерського штабу збірної Саудівської Аравії.
Володар Суперкубка Нідерландів (як тренер).

## Клубна кар'єра
У дорослому футболі дебютував 1977 року виступами за команду клубу «Рода», в якій провів два сезони, взявши участь у 56 матчах чемпіонату. Більшість часу, проведеного у складі «Роди», був основним гравцем атакувальної ланки команди.
1979 року перейшов до клубу ПСВ, за який відіграв чотири сезони. Завершив професійну кар'єру футболіста виступами за команду «ПСВ Ейндговен» у 1983 році.

## Виступи за збірну
1978 року провів три матчі у складі національної збірної Нідерландів.
У складі збірної був учасником чемпіонату Європи 1980 року в Італії.

## Кар'єра тренера
Розпочав тренерську кар'єру невдовзі по завершенні кар'єри гравця, 1985 року, увійшовши до тренерського штабу клубу «Ейндговен», де пропрацював з 1985 по 1986 рік. 1990 року став головним тренером команди «Віллем II», тренував команду з Тілбурга один рік.
Згодом протягом 1991—1993 років очолював тренерський штаб клубу «Рода». 2005 року прийняв пропозицію попрацювати у клубі «Валвейк». Залишив команду з Валвейка 2006 року.
Протягом двох років, починаючи з 2009, був головним тренером команди «Брюгге».
2012 року був запрошений до молодіжної збірної Нідерландів, з якою пропрацював до 2012 року. З 2012 і по 2012 рік очолював тренерський штаб команди «Беєрсхот».
2014 року знову був головним тренером молодіжної збірної Нідерландів.
Протягом тренерської кар'єри також очолював команди клубів «Гелмонд Спорт», «Осс», «Ексельсіор» (Роттердам), «ВВВ-Венло», «Йонг Аякс», «Аякс» та «Клуб Африкен», а також входив до тренерських штабів клубів «Віллем II» та «Штутгарт».
З 2015 року входить до тренерського штабу збірної Саудівської Аравії.

## Досягнення

### Як тренера
- Володар Суперкубка Нідерландів:

«Аякс»: 2007